# Булионизам
Булионизам јесте назив за рану фазу меркантилизма. То је име за меркантилистичку економску политику где је циљ државе да домаћи трговци из међународне трговине само зарађују злато и сребро, а да за инострану робу дају домаћу робу.

## Историјат
На енглеском, булион је златник, сребрњак или полуга начињена од племенитих метала. Служи као индивидуално средство плаћања, као благо и као државна резерва за међународна плаћања. Држава добија златнике из својих рудника, као Шпанија, или од пореза, царина и такса на трговину, и своје административне услуге становништву, као Енглеска, Француска и друге земље. Настанак булионизма прати развој колонизације. То је нарочито видљиво у Шпанији, као првој колонијалној сили, која је проширила своје поседе у Новом свету. Знатно је повећала своје резерве злата и сребра током 16. и 17. века и тиме постала једна од најбогатијих и најмоћнијих земаља. Тада се и развија булионизам, а касније и економска политика позитивно трговачког биланса. Циљ је био да држава задржи и повећа количине племенитих метала којима располаже. У Шпанији је почетком 16. века укинут извоз злата и сребра. Извоз племенитих метала и куповина стране робе златом био је прекршај који се кажњавао смртном казном. Ова казна ипак није зауставила значајан одлив злата из Шпаније у Европу, највише због кријумчарења и трговачког подмићивања цариника. И друге земље су полако почеле да примењују ову економску политику.
У Француској је кардинал Ришеље, још пре Колбера, за време Луја XIII, забранио Французима, у меркантилистичком маниру, да се одају куповини скупих предмета из иностранства, како не би домаћи новац излазио из земље. Људи више нису смели да купују златне предмете из иностранства. Потпуно је забранио увоз скупих тканина из Фландрије, Венеције и Ђенове. То су пратиле и Енглеска и Холандија. Један од примера булионизма јесте Навигацијски акт из 1651. године који је донет у Енглеској, који је у великој мери ограничио могућност других земаља да тргују са енглеским колонијама.
Булионистичке тенденције се касније настављају са развојем меркантилизма, као и разних протекционистичких мера у 20. веку, које су означене као нови меркантилизам. или протекционизам или меркантилистички одговор, најчешће ради заштите националних интереса или младих индустријских грана у повоју.

## Идеје
Иако се булионизам сматра за претечу меркантилизма, та два појма не треба поистовећивати, као што се не поистовећују капитализам и слободно тржиште. Када се меркантилизам доведе до своје есенције добија се булионизам. Он садржи низ економских идеја, а неке од њих су:
- идеја да је једино право мерила државног богатства и успеха количина злата и сребра коју она поседује. Уколико једна земља поседује више племенитих метала од друге, успешнија је[5]. Циљ је био гомилање злата и сматрали су да ће држава тако имати снаге да финансира своју армију и флоту за сукоб са другим земљама и да ће им донети економски просперитет у односу на остале земље,
- булионизам је трговачка политика где је циљ државе да домаћи трговци из међународне трговине зарађују само злато и сребро, а да за инострану робу дају домаћу робу, а не и новац[1]. Циљ је да сви племенити метали остану у држави и да се само умножавају,
- државна власт спроводи многе одлуке ради заштите свог богатства, а као најчешће се појављује забрана извоза племенитих метала у иностранство после којих често следе ригорозне санкције.

Важно је и напоменути разлику између ова два повезана појма. Заокрет од булионизма ка меркантилизму дешава се са укидањем забрана на извоз злата у Енглеској, Холандији и Шпанији. Земље прелазе на трговачки систем позитивног биланса. То је израз за оно стање када једна држава продајом своје робе заради више злата у иностранству него што златом плаћа увезене робе. Нема више забране плаћања племенитим металима, али се настоји да се стимулише извоз, најчешће снижавањем цена у иностранству и дестимулише увоз, увођењем разних протекционистичких, тј. меркантилистичких мера. То је поготову био случај у трговини метрополе са својим колонијама, где само метропола има допринос од трговине. Циљ више није било само скупљање злата, већ остваривање великог дела државног профита преко трговине. Иако је дошло до заокрета, булионизам је остао есенција меркантилизма због сматрања да је држава богата ако поседује велику количину злата.
Такође је важно напоменути и критику меркантилизма и булионизма од стране Адама Смита. Сматрао је да у булионизму, услед велике количине злата у држави његова вредност и куповна моћ пасти и да ће доћи до контраефеката. Тврди да се моћ државе не огледа у њеном суфициту у трговини метрополе са својим колонијама. Циљ није гомилање злата за владара и државу већ отварање нових слободних тржишта и подстицање конкуренције. Сматрао је да се тиме подстиче подела рада и да долази до сузбијање монопола у домаћим земљама.